# Alseodaphne kochummenii
Alseodaphne kochummenii är en lagerväxtart som beskrevs av Kostermans. Alseodaphne kochummenii ingår i släktet Alseodaphne och familjen lagerväxter. Inga underarter finns listade i Catalogue of Life.